# Philharmonia Orchestra
Het Philharmonia Orchestra, tegenwoordig afgekort tot Philharmonia, is een Londens symfonieorkest. Het orkest is opgericht in 1945 door platenproducer Walter Legge. Sinds 1995 is de Royal Festival Hall de vaste concertzaal van dit orkest.
Het eerste concert in 1946 werd geleid door Thomas Beecham, maar het orkest weigerde hem aan te nemen als chef-dirigent. In de eerste jaren maakte het orkest vooral veel plaatopnamen. Met name Herbert von Karajan en Otto Klemperer werkten vaak met dit orkest en maakten er vele opnamen mee. In 1964 besloot Walter Legge het orkest op te heffen. De orkestleden besloten echter met steun van Klemperer zelfstandig door te gaan als New Philharmonia Orchestra. Pas in 1977 verwierf men de rechten op de benaming Philharmonia Orchestra.
Het orkest maakte meer dan duizend opnamen voor grammofoon en cd. Ook speelde het orkest filmmuziek voor de soundtracks van films, bijvoorbeeld van Ralph Vaughan Williams voor Scott of the Antarctic. Tot de gastdirigenten waarmee het orkest regelmatig werkte, behoren Lorin Maazel, Kurt Sanderling, Sir Charles Mackerras, John Eliot Gardiner en Vladimir Asjkenazi.

## Chef-dirigenten
- 1959-1973 Otto Klemperer
- 1973-1982 Riccardo Muti
- 1984-1994 Giuseppe Sinopoli
- 1997-2007 Christoph von Dohnányi
- 2008-2020 Esa-Pekka Salonen
- 2021- Santtu-Matias Rouvali